# Filippo Illuminato
Filippo Illuminato   (Nàpols, 21 d'agost de 1930 - Nàpols, 28 de setembre de 1943) va ser un nen partisà italià que va morir lluitant contra les tropes nazis durant les anomenades «Quatre jornades de Nàpols» a la Segona Guerra Mundial. Va ser condecorat pòstumament amb la Medalla d'Or al Valor Militar, el màxim guardó d'Itàlia per la valentia.
El 3 de setembre de 1943, els aliats i el Regne d'Itàlia van signar l'Armistici de Cassibile i en fer-se públic el 8 de setembre, l'Alemanya nazi va reaccionar atacant Itàlia, el seu antic aliat de l'Eix. El 13 de setembre, el governador militar alemany de Nàpols, Walter Scholl, va ordenar el desarmament i el toc de queda, i va amenaçar amb represàlies salvatges qualsevol atac contra els seus homes. El 26 de setembre, els ciutadans es van revoltar, van sortir al carrer i amb combats barri per barri, va tenir lloc l'episodi bèl·lic conegut com «Les quatre jornades de Nàpols», que es va saldar amb centenars de morts i ferits. Quan els aliats van entrar a Nàpols l'1 d'octubre, els nazis ja havien marxat.
El nen Filippo Illuminato provenia d'una família pobre i, després d'acabar l'escola elemental, va haver d'anar a treballar d'aprenent de mecànic en un taller de reparacions de vehicles.
En el document que acompanya la concessió de la seva medalla d'or al valor militar, es pot llegir la següent descripció:
| « | Jove combatent de tretze anys que durant la insurrecció de Nàpols contra la invasió alemanya, amb sublim valentia i tot sol, mentre els homes grans buscaven refugi, va avançar a l'encontre d'un vehicle blindat alemany que des de la Plaça Trieste pugnava per entrar a la Via Roma. Un cop va haver llençat la primera bomba de ma, va continuar avançant sota el foc enemic, mentre llençava encara un'altra bomba abans de caure crivellat a trets. Una suprema i noble temeritat que va elevar el noi de 13 anys a la categoria d'heroi de la Pàtria i que quedarà per sempre més assenyalada amb orgull en el record de Nàpols i de tota l'Itàlia. Nápols, Piazza Trieste i Trento, 28 setembre 1943. | » |

El seu nom també és honorat en un carrer de Nàpols, (Via Filippo Illuminato) i en un institut de Mugnano di Napoli, (Scuola Filippo Illuminato).